# Кэнди (мини-сериал)
«Кэнди» (англ. Candy) — американский мини-сериал в жанре биографической криминальной драмы, созданный Ником Антоской и Робином Уэйтом для сервиса Hulu. Сюжет посвящён истории домохозяйки Кэнди Монтгомери (в исполнении Джессики Бил), которую обвинили в убийстве её соседки Бетти Гор (которую играет Мелани Лински). Премьера сериала состоялась 9 мая 2022 года.

## Сюжет
Действие происходит в 1980-м году в Техасе. Домохозяйка из пригорода Кэнди Монтгомери обвиняется в убийстве своей соседки Бетти Гор, с мужем которой у неё был роман.

## В ролях
- Джессика Бил — Кэнди Монтгомери
- Мелани Лински — Бетти Гор
- Пабло Шрайбер — Аллан Гор
- Тимоти Саймонс[англ.] — Пэт Монтгомери
- Рауль Эспарса — Дон Краудер
- Джесси Мюллер — Шерри Клеклер
- Адам Бартли[англ.] — Ричард
- Джастин Тимберлейк — помощник шерифа Стив Деффибо
- Джейсон Риттер — помощник шерифа Денни Риз

## Производство
В июле 2020 года было объявлено, что компания Universal Content Productions разрабатывает сериал посвящённый истории Кэнди Монтгомери. Сценарий для пилотной серии пишет Робин Уэйт, а Ник Антоска займётся продюсированием проекта. В декабре появилась информация, что дистрибьютором сериала выступит стриминговый сервис Hulu. Первоначально главную героиню должна была играть Элизабет Мосс, однако она выбыла из проекта из-за конфликтов рабочих графиков и её заменили на Джессику Бил.
Основные съемки проходили в Остелле, штат Джорджия в период с декабря 2021 года по февраль 2022-го.
Премьера сериала состоялась на потоковом сервисе Hulu 9 мая 2022 года, новые серии транслировались ежедневно до 13-го числа. В Индии проект транслировался на платформе Disney+. 27 июля сериал был выпущен в Канаде, Австралии и Новой Зеландии, релиз в Сингапуре состоялся 10 августа, а в Великобритании и Ирландии — 12 октября (на платформе Star Original).

## Список эпизодов
| № | Название                 | Режиссёр            | Автор сценария                                           | Дата премьеры |
| - | ------------------------ | ------------------- | -------------------------------------------------------- | ------------- |
| 1 | «Friday the 13th»        | Майкл Аппендаль     | Телесценарий: Ник Антоска и Робин Уэйт Сюжет: Робин Уэйт | май 9, 2022   |
| 2 | «Happy Wife, Happy Life» | Дженнифер Гетцингер | Дэвид Мэтьюз                                             | май 10, 2022  |
| 3 | «Overkill»               | Бен Семанофф        | Бретт Джонсон                                            | май 11, 2022  |
| 4 | «Cover Girl»             | Тара Николь Вейр    | Элайза Браун                                             | май 12, 2022  |
| 5 | «The Fight»              | Майкл Аппендаль     | Бретт Джонсон, Дэвид Мэтьюз и Робин Уэйт                 | май 13, 2022  |

## Отзывы критиков
Рейтинг сериала на сайте-агрегаторе рецензий Rotten Tomatoes составляет 72 % на основе 47 обзоров со средней оценкой 6,5/10. Консенсус критиков: «Горькое послевкусие „Кэнди“ уравновешивается потрясающими актёрскими работами, однако после всего пары глотков эта криминальная драма становится пресной». Оценка сериала на сайте Metacritic составляет 64 балла из 100, на основе 10 рецензий, что приравнивается к «в целом положительному» статусу.
По мнению Джоша Белла из CBR, сериалу удалось передать эстетику конца 1970-х с помощью декораций и костюмов. Он также похвалил то, как сериалу удается изобразить борьбу главных героев с помощью мрачного тона, и похвалил игру Бил, а также актеров второго плана. Брайан Лоури из CNN обнаружил, что «Кэнди» удается быть более эффектным, чем большинству драматических сериалов в жанре настоящего детектива, заявив, что актёрская игра Бил и Лински убедительна и хорошо визуализирована. Джоэл Келлер из Decider похвалил актерский состав, особенно Бил и Лински, и счел интересным выбор начать мини-сериал со смерти Бетти Гор, за которой следует воссоздание того, что произошло между персонажами в более поздних эпизодах. Мэтт Фаулер из IGN оценил проект на 7 баллов из 10 также похвалив актёрские перформансы, а также то, что сериалу удается сохранять атмосферу напряженности на всём своём протяжении.
Мэгги Бокчелла из Collider присудила «Кэнди» рейтинг C+ назвав её неплохой криминальной драмой. Она высоко оценила игру актёров, однако раскритиковала отсутствие развития характеров персонажей. В обзоре сайта Газета.ру роль Джессики Бил назвали одной из лучших в её карьере, отметив что популярность сериала сказалась на выпуске ещё одного проекта с тем же сюжетом — «Любовь и смерть» с Элизабет Олсен, который решили перенести на 2023 год из-за успеха «Кэнди».

### Награды и номинации
| Год  | Награда                              | Категория                                                              | Номинант                                                                                        | Результат | Ссылка |
| ---- | ------------------------------------ | ---------------------------------------------------------------------- | ----------------------------------------------------------------------------------------------- | --------- | ------ |
| 2022 | Ассоциация голливудских телекритиков | Лучшая женская роль в мини-сериале, антологии или фильме               | Джессика Бил                                                                                    | Номинация | [ 20 ] |
| 2022 | Ассоциация голливудских телекритиков | Лучшая женская роль второго плана в мини-сериале, антологии или фильме | Мелани Лински                                                                                   | Номинация | [ 20 ] |
| 2022 | Primetime Creative Arts Emmy Awards  | Лучший дизайн открывающих титров                                       | Ронни Кофф, Питер Франкфурт, Лекси Гунвальдсон, Роб Слычук, Надер Хуссейни и Элизабет Стейнберг | Номинация | [ 21 ] |